# 海南凤尾蕨
海南凤尾蕨（学名：Pteris cadieri var. hainanensis）为凤尾蕨科凤尾蕨属下的一个变种。

## 扩展阅读
- 維基物種上的相關：海南凤尾蕨